# ژووانی کابرال
ژووانی کابرال (انگلیسی: Jovane Cabral؛ زادهٔ ۱۴ ژوئن ۱۹۹۸) با نام کامل Jovane Eduardo Borges Cabral، بازیکن فوتبال اهل دماغه سبز است.
از باشگاه‌هایی که در آن بازی کرده‌است می‌توان به باشگاه فوتبال اسپورتینگ پرتغال اشاره کرد. وی اکنون به صورت قرضی در لاتزیو بازی می‌کند.
وی همچنین در تیم ملی فوتبال دماغه سبز بازی کرده‌است.

## دوران ملی
کابرال اولین بازی ملی خود را برای کیپ ورد در ۲۸ مارس ۲۰۱۷ انجام داد و در بازی دوستانه ۲ بر صفر مقابل تیم ملی فوتبال لوکزامبورگ پیروز شد.
با این حال، در اکتبر ۲۰۱۸ او اعلام کرد که برای ملیت پرتغال درخواست می‌دهد و قصد دارد برای تیم ملی فوتبال پرتغال بازی کند.
در ۲۳ مارس ۲۰۲۲، پنج سال پس از اولین بازی برای کیپ ورد، کابرال دوباره برای این تیم بازی کرد و اولین گل ملی خود را در پیروزی دوستانه ۲ بر صفر مقابل گوادلوپ در اورلئان فرانسه به ثمر رساند.